# Daniel Geremus
Daniel Geremus, rozený Jiřička (* 12. prosince 1969 Jičín), je český malíř.

## Život[1]
Vyrostl v Lomnici nad Popelkou a zde také žije a tvoří. V letech 1984–1987 navštěvoval SOU zemědělské v Lázních Bělohrad, kde se vyučil opravářem zemědělských strojů, v letech 1988–1990 absolvoval povinnou vojenskou službu a následně pracoval jako dělník v lomnickém STS a od roku 1995 v textilním koncernu Technolen. Příjmení Geremus, dívčí příjmení matky Wieslawy, používal Daniel původně jako svůj pseudonym, avšak v roce 2019 si jej nechal stanovit za své oficiální příjmení.

## Tvorba
S olejomalbou začal v roce 1995, nejprve maloval na plátno, postupně přešel i na sololit. Nevystudoval žádnou uměleckou školu a netvořil pod žádným učeným dozorem, možná proto jsou jeho díla nezaměnitelná, přecházejí ze surrealismu až k impresionismu, často maluje portréty, zátiší a krajiny a neméně často nakombinuje do obrazu předměty jako jsou kusy látky či dokonce mince.

## Výstavy
Výstavy jeho obrazů bylo možné zhlédnout v Jilemnici (1998), Lomnici nad Popelkou (2001, 2009, 2014), v Hradci Králové (2005), Weistrachu (Rakousko, 2007), Ktové (2008), Semilech (2010), ve Vítkově (2012) a v témže roce v lomnickém zámečku. V Lomnici nad Popelkou také několikrát pořádal výstavu v budově bývalé spořitelny, konkrétně v červenci a listopadu 2017, červenci 2018 a červenci 2019. V roce 2017 měl samostatnou výstavu na zámku Třebíč. Jeho díla byla ke zhlédnutí i v australském Melbourne. V roce 2019 vystavoval v Lázních Bělohrad, dále proběhly dvě výstavy v Praze, v únoru v Činoherní kavárně a v květnu v Galerii u Zlatého kohouta. V témže roce byl součástí zahraničních výstav, jmenovitě v bavorském Ingolstadtu v rámci III. Art Expo International a v japonském Kjótu v rámci mezinárodního festivalu Art Quake Kyoto 2019.